# Écouis
Écouis è un comune francese di 811 abitanti situato nel dipartimento dell'Eure nella regione della Normandia.

## Storia

### Simboli
Lo stemma del comune si blasona:
Il comune riprende lo stemma dei Le Portier de Marigny, famiglia del celebre Enguerrand de Marigny a cui il re Filippo IV di Francia aveva concesso la signoria d'Écouis nel 1307.

## Società

### Evoluzione demografica
Abitanti censiti